# Lista de episódios de Phineas e Ferb
Abaixo segue uma lista dos episódios da série Phineas e Ferb, originais do Disney Channel de acordo com a data de exibição nos EUA.

## Resumo
| Temporada | Temporada                 | Episódios                 | Episódios                 | Originalmente exibido   | Originalmente exibido   |
| Temporada | Temporada                 | Episódios                 | Episódios                 | Estreia da temporada    | Final da temporada      |
| --------- | ------------------------- | ------------------------- | ------------------------- | ----------------------- | ----------------------- |
|           | 1                         | 47                        | 47                        | 17 de agosto de 2007    | 18 de fevereiro de 2009 |
|           | 2                         | 65                        | 65                        | 19 de fevereiro de 2009 | 11 de fevereiro de 2011 |
|           | 3                         | 62                        | 62                        | 4 de março de 2011      | 30 de novembro de 2012  |
|           | Através da 2.ª Dimensão   | Através da 2.ª Dimensão   | Através da 2.ª Dimensão   | 5 de agosto de 2011     | 5 de agosto de 2011     |
|           | 4                         | 48                        | 48                        | 7 de dezembro de 2012   | 12 de junho de 2015     |
|           | Arquivos O.S.U.S.B.       | Arquivos O.S.U.S.B.       | Arquivos O.S.U.S.B.       | 9 de novembro de 2015   | 9 de novembro de 2015   |
|           | Crossover                 | Crossover                 | Crossover                 | 5 de janeiro de 2019    | 5 de janeiro de 2019    |
|           | Candace Contra o Universo | Candace Contra o Universo | Candace Contra o Universo | 28 de agosto de 2020    | 28 de agosto de 2020    |

## 1.ª Temporada 2007-2009
| N.º geral | N.º na temp. | Título                                       | Dirigido por                 | Escrito por                                                                                       | Exibição original       | Cód. de produção | Audiência US (milhões) |
| --------- | ------------ | -------------------------------------------- | ---------------------------- | ------------------------------------------------------------------------------------------------- | ----------------------- | ---------------- | ---------------------- |
| 1         | 1            | "Rollercoaster"                              | Dan Povenmire                | Dan Povenmire & Swampy Marsh                                                                      | 17 de agosto de 2007    | 101a             | 10.80                  |
| 2         | 2            | "Lawn Gnome Beach Party of Terror"           | Dan Povenmire                | Dan Povenmire, Jeff "Swampy" Marsh, Martin Olson, Bobby Gaylor, Chris Headrick & Jon Barry        | 28 de setembro de 2007  | 102b             | N/A                    |
| 3         | 3            | "Flop Starz"                                 | Dan Povenmire                | Dan Povenmire, Jeff "Swampy" Marsh, Sherm Cohen & Antoine Guilbaud                                | 1 de fevereiro de 2008  | 104b             | 4.00                   |
| 4         | 4            | "The Fast and the Phineas"                   | Dan Povenmire                | Dan Povenmire, Jeff "Swampy" Marsh, Antoine Guilbaud & Sherm Cohen                                | 2 de fevereiro de 2008  | 102a             | N/A                    |
| 5         | 5            | "Lights, Candace, Action!"                   | Dan Povenmire                | Dan Povenmire, Swampy Marsh, Martin Olson, Bobby Gaylor, Sherm Cohen & Antoine Guilbaud           | 3 de fevereiro de 2008  | 105b             | N/A                    |
| 6         | 6            | "Raging Bully"                               | Dan Povenmire                | Martin Olson, Dan Povenmire, Swampy Marsh, Wendy Grieb & Kent Osborne                             | 4 de fevereiro de 2008  | 105a             | N/A                    |
| 7         | 7            | "Candace Loses Her Head"                     | Dan Povenmire                | Dan Povenmire, Jeff "Swampy" Marsh, Martin Olson, Kyle Baker & Patrick Ventura                    | 5 de fevereiro de 2008  | 101b             | N/A                    |
| 8         | 8            | "I, Brobot"                                  | Dan Povenmire                | Martin Olson, Kent Osborne & Aliki Theofilopoulos                                                 | 6 de fevereiro de 2008  | 110b             | N/A                    |
| 9         | 9            | "Run Away Runway"                            | Dan Povenmire                | Sherm Cohen, Bobby Gaylor, Antoine Guilbaud & Martin Olson                                        | 7 de fevereiro de 2008  | 112a             | N/A                    |
| 10        | 10           | "The Magnificent Few"                        | Dan Povenmire                | Martin Olson, Dan Povenmire, Swampy Marsh, Mike Diederich & Chong Lee                             | 8 de fevereiro de 2008  | 103a             | N/A                    |
| 11        | 11           | "S'Winter"                                   | Dan Povenmire                | Dan Povenmire, Swampy Marsh, Martin Olson, Bobby Gaylor, Sherm Cohen & Antoine Guilbaud           | 9 de fevereiro de 2008  | 103b             | N/A                    |
| 12        | 12           | "Jerk De Soleil"                             | Dan Povenmire                | Bobby Gaylor, Martin Olson, J.G. Quintel & Kim Roberson                                           | 10 de fevereiro de 2008 | 108a             | N/A                    |
| 13        | 13           | "Are You My Mummy?"                          | Dan Povenmire                | Dan Povenmire, Swampy Marsh, Martin Olson, Bobby Gaylor, Robert F. Hughes, Kyle Baker & Mike Roth | 15 de fevereiro de 2008 | 104a             | N/A                    |
| 14        | 14           | "Ready for the Bettys"                       | Zac Moncrief                 | Bobby Gaylor, Martin Olson, Kent Osborne & Aliki Theofilopoulos                                   | 16 de fevereiro de 2008 | 115a             | N/A                    |
| 15        | 15           | "I Scream, You Scream"                       | Zac Moncrief                 | Sherm Cohen, Bobby Gaylor & Antoine Guilbaud                                                      | 17 de fevereiro de 2008 | 112b             | N/A                    |
| 16        | 16           | "Toy to the World"                           | Swampy Marsh                 | Mike Diederich, Bobby Gaylor, Chong Lee & Martin Olson                                            | 22 de fevereiro de 2008 | 108b             | N/A                    |
| 17        | 17           | "Get That Bigfoot Outa My Face!"             | Dan Povenmire                | Bobby Gaylor, Dan Povenmire, Kent Osborne & Kim Roberson                                          | 23 de fevereiro de 2008 | 106a             | N/A                    |
| 18        | 18           | "It's a Mud, Mud, Mud, Mud World"            | Zac Moncrief                 | Mike Diederich, Bobby Gaylor, Robert F. Hughes, Zac Moncrief, Martin Olson & Mike Roth            | 24 de fevereiro de 2008 | 113a             | N/A                    |
| 19        | 19           | "Mom's Birthday"                             | Dan Povenmire                | Robert F. Hughes, Zac Moncrief, Martin Olson, Kent Osborne & Aliki Theofilopoulos                 | 29 de fevereiro de 2008 | 111a             | N/A                    |
| 20        | 20           | "Journey to the Center of Candace"           | Dan Povenmire                | Bobby Gaylor, Robert F. Hughes, Zac Moncrief, Martin Olson, Kent Osborne & Kim Roberson           | 29 de fevereiro de 2008 | 111b             | N/A                    |
| 21        | 21           | "It's About Time!"                           | Dan Povenmire                | Dan Povenmire, Jon Barry, Kent Osborne, Mike Roth & Aliki Theoflopoulos                           | 1 de março de 2008      | 107              | N/A                    |
| 22        | 22           | "Dude, We're Getting the Band Back Together" | Dan Povenmire                | Bobby Gaylor, Chris Headrick, Robert F. Hughes, Chong Lee, Zac Moncrief & Martin Olson            | 8 de março de 2008      | 114              | N/A                    |
| 23        | 23           | "Tree to Get Ready"                          | Dan Povenmire                | Mike Diederich, Chong Lee, Martin Olson, Dan Povenmire & Swampy Marsh                             | 22 de março de 2008     | 106b             | N/A                    |
| 24        | 24           | "The Ballad of Badbeard"                     | Dan Povenmire                | Jon Barry, Mike Diederich, Bobby Gaylor, Robert F. Hughes, Zac Moncrief & Martin Olson            | 12 de abril de 2008     | 113b             | N/A                    |
| 25        | 25           | "Greece Lightning"                           | Dan Povenmire                | Alex Almaguer, Bobby Gaylor, Chris Headrick & Martin Olson                                        | 19 de abril de 2008     | 117a             | N/A                    |
| 26        | 26           | "Leave the Busting to Us!"                   | Zac Moncrief                 | Sherm Cohen, Bobby Gaylor, Antoine Guilbaud, Robert F. Hughes & Martin Olson                      | 19 de abril de 2008     | 117b             | N/A                    |
| 27        | 27           | "Crack That Whip"                            | Dan Povenmire                | Tim Bjorklund & Kim Roberson                                                                      | 24 de maio de 2008      | 118a             | N/A                    |
| 28        | 28           | "The Best Lazy Day Ever"                     | Zac Moncrief                 | Jon Colton Barry & Mike Roth                                                                      | 24 de maio de 2008      | 118b             | N/A                    |
| 29        | 29           | "Boyfriend From 27,000 B.C."                 | Zac Moncrief                 | Aliki Theofilopoulos & Marc Crisafulli                                                            | 7 de junho de 2008      | 119a             | N/A                    |
| 30        | 30           | "Voyage to the Bottom of Buford"             | Zac Moncrief                 | Antoine Guilbaud & Chong Lee                                                                      | 7 de junho de 2008      | 119b             | N/A                    |
| 31        | 31           | "A Hard Day's Knight"                        | Dan Povenmire                | Jon Barry, Bobby Gaylor, Martin Olson & Mike Roth                                                 | 14 de junho de 2008     | 110a             | N/A                    |
| 32        | 32           | "Traffic Cam Caper"                          | Dan Povenmire & Zac Moncrief | Kim Roberson & Marc Ceccarelli                                                                    | 12 de julho de 2008     | 121a             | N/A                    |
| 33        | 33           | "Bowl-R-Ama Drama"                           | Dan Povenmire                | Chris Headrick & Alex Almaguer                                                                    | 12 de julho de 2008     | 121b             | N/A                    |
| 34        | 34           | "Got Game?"                                  | Zac Moncrief                 | Antoine Guilbaud & Chong Lee                                                                      | 2 de agosto de 2008     | 125a             | N/A                    |
| 35        | 35           | "Comet Kermillian"                           | Dan Povenmire                | Alex Almaguer & Chris Headrick                                                                    | 2 de agosto de 2008     | 125b             | N/A                    |
| 36        | 36           | "Put That Putter Away"                       | Zac Moncrief                 | Jon Colton Barry & Mike Diederich                                                                 | 10 de agosto de 2008    | 120a             | N/A                    |
| 37        | 37           | "Does This Duckbill Make Me Look Fat?"       | Dan Povenmire                | Douglas McCarthy & Piero Piluso                                                                   | 10 de agosto de 2008    | 120b             | N/A                    |
| 38        | 38           | "The Flying Fishmonger"                      | Zac Moncrief                 | Bobby Gaylor, Elizabeth Ito, Martin Olson, Kim Roberson                                           | 12 de setembro de 2008  | 115b             | N/A                    |
| 39        | 39           | "One Good Scare Ought to Do It!"             | Dan Povenmire & Zac Moncrief | Jon Barry, Bobby Gaylor, Chris Headrick & Martin Olson                                            | 3 de outubro de 2008    | 109              | N/A                    |
| 40        | 40           | "The Monster of Phineas-n-Ferbenstein"       | Zac Moncrief                 | Jon Colton Barry & Mike Diederich                                                                 | 17 de outubro de 2008   | 122a             | N/A                    |
| 41        | 41           | "Oil on Candace"                             | Zac Moncrief                 | Antoine Guilbaud & Aliki Theofilopoulos                                                           | 17 de outubro de 2008   | 122b             | N/A                    |
| 42        | 42           | "Out of Toon"                                | Zac Moncrief                 | Jon Colton Barry & Mike Diederich                                                                 | 7 de novembro de 2008   | 126a             | N/A                    |
| 43        | 43           | "Hail Doofania!"                             | Zac Moncrief                 | Antoine Guilbaud & Aliki Theofilopoulos                                                           | 7 de novembro de 2008   | 126b             | N/A                    |
| 44        | 44           | "Out to Launch"                              | Dan Povenmire & Zac Moncrief | Kim Roberson, Piero Piluso & Kent Osborne                                                         | 5 de dezembro de 2008   | 124              | N/A                    |
| 45        | 45           | "Phineas and Ferb Get Busted!"               | Dan Povenmire                | Jon Barry, Bobby Gaylor, Robert F. Hughes, Zac Moncrief, Martin Olson & Piero Piluso              | 16 de fevereiro de 2009 | 116              | 3.7                    |
| 46        | 46           | "Unfair Science Fair"                        | Dan Povenmire & Zac Moncrief | Elizabeth Ito & Aliki Theofilopoulos                                                              | 17 de fevereiro de 2009 | 123a             | 3.0                    |
| 47        | 47           | "Unfair Science Fair Redux (Another Story)"  | Dan Povenmire & Zac Moncrief | Jon Colton Barry & Piero Piluso                                                                   | 18 de fevereiro de 2009 | 123b             | N/A                    |

## 2.ª Temporada 2009-2011
| N.º geral | N.º na temp. | Título                                            | Dirigido por                           | Escrito por | Exibição original       | Cód. de produção | Audiência (milhões) |
| --------- | ------------ | ------------------------------------------------- | -------------------------------------- | --- | ----------------------- | ---------------- | ------------------- |
| 48        | 1            | "The Lake Nose Monster"                           | Robert F. Hughes                       | Jon Colton Barry & Piero Piluso | 19 de fevereiro de 2009 | 201              | 2.6                 |
| 49        | 2            | "Interview With a Platypus"                       | Zac Moncrief                           | Antoine Guilbaud & Kim Roberson | 20 de fevereiro de 2009 | 202a             | N/A                 |
| 50        | 3            | "Tip of the Day"                                  | Robert F. Hughes                       | Jon Colton Barry & Piero Piluso | 20 de fevereiro de 2009 | 202b             | N/A                 |
| 51        | 4            | "Attack of the 50-Foot Sister"                    | Zac Moncrief                           | Jon Colton Barry & Piero Piluso | 21 de fevereiro de 2009 | 203a             | N/A                 |
| 52        | 5            | "Backyard Aquarium"                               | Robert F. Hughes                       | Joe Orrantia & Mike Roth | 21 de fevereiro de 2009 | 203b             | N/A                 |
| 53        | 6            | "Day of the Living Gelatin"                       | Zac Moncrief                           | Mike Roth & Joe Orrantia | 28 de fevereiro de 2009 | 204a             | N/A                 |
| 54        | 7            | "Elementary My Dear Stacy"                        | Zac Moncrief                           | Antoine Guilbaud & Kim Roberson | 28 de fevereiro de 2009 | 204b             | N/A                 |
| 55        | 8            | "Don't Even Blink"                                | Robert F. Hughes                       | Antoine Guilbaud & Kim Roberson | 4 de abril de 2009      | 205a             | N/A                 |
| 56        | 9            | "Chez Platypus"                                   | Zac Moncrief                           | Antoine Guilbaud & Kim Roberson | 4 de abril de 2009      | 205b             | N/A                 |
| 57        | 10           | "Perry Lays an Egg"                               | Zac Moncrief                           | Joe Orrantia & Mike Roth | 11 de abril de 2009     | 206a             | N/A                 |
| 58        | 11           | "Gaming the System"                               | Zac Moncrief                           | Joe Orrantia & Zac Moncrief | 11 de abril de 2009     | 206b             | N/A                 |
| 59        | 12           | "The Chronicles of Meap"                          | Jeff "Swampy" Marsh & Robert F. Hughes | Jon Colton Barry & Piero Piluso | 18 de abril de 2009     | 207              | N/A                 |
| 60        | 13           | "Thaddeus and Thor"                               | Zac Moncrief                           | Antoine Guilbaud & Kim Roberson | 15 de junho de 2009     | 208a             | N/A                 |
| 61        | 14           | "De Plane! De Plane!"                             | Zac Moncrief                           | Joe Orrantia & Mike Roth | 15 de junho de 2009     | 208b             | N/A                 |
| 62        | 15           | "Let's Take a Quiz"                               | Zac Moncrief                           | Joe Orrantia & Mike Roth | 22 de junho de 2009     | 209a             | N/A                 |
| 63        | 16           | "At the Car Wash"                                 | Robert F. Hughes                       | Michael Diederich & Perry Zombolas | 22 de junho de 2009     | 209b             | N/A                 |
| 64        | 17           | "Oh, There You Are, Perry"                        | Robert F. Hughes                       | Aliki Theofilopoulos Grafft & Antoine Guilbaud | 11 de julho de 2009     | 210a             | N/A                 |
| 65        | 18           | "Swiss Family Phineas"                            | Zac Moncrief                           | Sherm Cohen & Chong Lee | 11 de julho de 2009     | 210b             | N/A                 |
| 66        | 19           | "Hide and Seek"                                   | Zac Moncrief                           | Kaz & Kim Roberson | 18 de julho de 2009     | 213a             | N/A                 |
| 67        | 20           | "That Sinking Feeling"                            | Robert F. Hughes                       | Aliki Theofilopoulos Grafft & Antoine Guilbaud | 18 de julho de 2009     | 213b             | N/A                 |
| 68        | 21           | "The Baljeatles"                                  | Robert F. Hughes                       | Piero Piluso & Jon Colton Barry | 25 de julho de 2009     | 214a             | N/A                 |
| 69        | 22           | "Vanessassary Roughness"                          | Robert F. Hughes                       | Michael Diederich & Perry Zombolas | 25 de julho de 2009     | 214b             | N/A                 |
| 70        | 23           | "No More Bunny Business"                          | Zac Moncrief                           | Sherm Cohen & Chong Lee | 1 de agosto de 2009     | 215a             | 1.6                 |
| 71        | 24           | "Spa Day"                                         | Robert F. Hughes                       | Aliki Theofilopoulos Grafft & Antoine Guilbaud | 1 de agosto de 2009     | 215b             | 1.6                 |
| 72        | 25           | "Phineas and Ferb's Quantum Boogaloo"             | Zac Moncrief                           | Kaz & Kim Roberson | 21 de setembro de 2009  | 212              | 3.9                 |
| 73        | 26           | "Phineas and Ferb's Musical Cliptastic Countdown" | Dan Povenmire                          | Scott Peterson | 12 de outubro de 2009   | 211              | 4.5                 |
| 74        | 27           | "Bubble Boys"                                     | Zac Moncrief                           | J. G. Orrantia & Mike Roth | 17 de outubro de 2009   | 216a             | 4.0                 |
| 75        | 28           | "Isabella and the Temple of Sap"                  | Zac Moncrief                           | J. G. Orrantia & Mike Roth | 17 de outubro de 2009   | 216b             | 4.0                 |
| 76        | 29           | "Cheer Up Candace"                                | Robert F. Hughes                       | Michael Diederich & Perry Zombolas | 24 de outubro de 2009   | 217a             | 4.1                 |
| 77        | 30           | "Fireside Girl Jamboree"                          | Zac Moncrief                           | Sherm Cohen & Chong Lee | 24 de outubro de 2009   | 217b             | 4.1                 |
| 78        | 31           | "The Bully Code"                                  | Zac Moncrief                           | Kim Roberson & Kaz | 31 de outubro de 2009   | 218a             | 4.3                 |
| 79        | 32           | "Finding Mary McGuffin"                           | Robert F. Hughes & Jay Lender          | Aliki Theofilopoulos Grafft & Antoine Guilbaud | 31 de outubro de 2009   | 218b             | 4.3                 |
| 80        | 33           | "Picture This"                                    | Robert F. Hughes & Jay Lender          | Michael Diederich & Kaz | 7 de novembro de 2009   | 220a             | N/A                 |
| 81        | 34           | "Nerdy Dancin'"                                   | Zac Moncrief                           | J. G. Orrantia & Perry Zombolas | 7 de novembro de 2009   | 220b             | N/A                 |
| 82        | 35           | "What Do It Do?"                                  | Robert F. Hughes & Jay Lender          | Jon Colton Barry & Piero Piluso | 14 de novembro de 2009  | 219a             | N/A                 |
| 83        | 36           | "Atlantis"                                        | Zac Moncrief                           | Kim Roberson & Kaz | 14 de novembro de 2009  | 219b             | N/A                 |
| 84        | 37           | "Phineas and Ferb Christmas Vacation"             | Zac Moncrief                           | Jon Colton Barry & Piero Piluso | 6 de dezembro de 2009   | 222              | 5.2                 |
| 85        | 38           | "Just Passing Through"                            | Zac Moncrief                           | Edgar Karapetyan & Kim Roberson | 6 de fevereiro de 2010  | 224a             | N/A                 |
| 86        | 39           | "Candace's Big Day"                               | Robert F. Hughes & Jay Lender          | Aliki Theofilopoulos Grafft & Antoine Guilbaud | 6 de fevereiro de 2010  | 224b             | N/A                 |
| 87        | 40           | "I Was a Middle Aged Robot"                       | Zac Moncrief                           | Sherm Cohen & Chong Lee | 13 de fevereiro de 2010 | 221a             | N/A                 |
| 88        | 41           | "Suddenly Suzy"                                   | Jay Lender & Robert F. Hughes          | Aliki Theofilopoulos Grafft & Antoine Guilbaud | 13 de fevereiro de 2010 | 221b             | N/A                 |
| 89        | 42           | "Undercover Carl"                                 | Zac Moncrief                           | Chong Suk Lee & Sherm Cohen | 13 de fevereiro de 2010 | 223a             | N/A                 |
| 90        | 43           | "Hip Hip Parade"                                  | Zac Moncrief & Robert F. Hughes        | J. G. Orrantia & Perry Zombolas | 13 de fevereiro de 2010 | 223b             | N/A                 |
| 91        | 44           | "Invasion of the Ferb Snatchers"                  | Zac Moncrief                           | J. G. Orrantia & Perry Zombolas | 20 de fevereiro de 2010 | 225a             | N/A                 |
| 92        | 45           | "Ain't No Kiddie Ride"                            | Zac Moncrief                           | Sherm Cohen & Chong Suk Lee | 20 de fevereiro de 2010 | 225b             | N/A                 |
| 93        | 46           | "Not Phineas and Ferb"                            | Zac Moncrief                           | Kim Roberson & Kaz | 27 de fevereiro de 2010 | 228a             | 1.0                 |
| 94        | 47           | "Phineas and Ferb-Busters!"                       | Jay Lender                             | Aliki Theofilopoulos Grafft & Antoine Guilbaud | 27 de fevereiro de 2010 | 228b             | 1.0                 |
| 95        | 48           | "The Lizard Whisperer"                            | Zac Moncrief                           | Sherm Cohen & Chong Suk Lee | 6 de março de 2010      | 229a             | N/A                 |
| 96        | 49           | "Robot Rodeo"                                     | Jay Lender                             | Kaz & J. G. Orrantia | 6 de março de 2010      | 229b             | N/A                 |
| 97        | 50           | "The Beak"                                        | Jeff "Swampy" Marsh & Jay Lender       | Jon Colton Barry & Piero Piluso | 8 de março de 2010      | 227              | N/A                 |
| 98        | 51           | "She's the Mayor"                                 | Zac Moncrief                           | Michael Diederich & Perry Zombolas | 14 de junho de 2010     | 231a             | N/A                 |
| 99        | 52           | "The Lemonade Stand"                              | Jay Lender                             | Aliki Theofilopoulos Grafft & Antoine Guilbaud | 14 de junho de 2010     | 231b             | N/A                 |
| 100       | 53           | "Phineas and Ferb Hawaiian Vacation"              | Zac Moncrief                           | Kaz, Kim Roberson, Michael Diederich & Perry Zombolas | 9 de julho de 2010      | 234              | N/A                 |
| 101       | 54           | "Phineas and Ferb: Summer Belongs To You!"        | Robert F. Hughes & Dan Povenmire       | Dan Povenmire, Robert F. Hughes, Kyle Menke, Kim Roberson, Mike Diederich, Aliki Theofilopoulos Grafft, Antoine Guilbaud, Kaz, J. G. Orrantia, Mike Roth & Perry Zombolas | 2 de agosto de 2010     | 237–238          | 3.8                 |
| 102       | 55           | "Nerds of a Feather"                              | Jay Lender                             | Jon Colton Barry & Piero Piluso | 16 de agosto de 2010    | 233              | 1.3                 |
| 103       | 56           | "Wizard of Odd"                                   | Jay Lender & Robert F. Hughes          | Michael Diederich & Kaz | 24 de setembro de 2010  | 226              | 3.07                |
| 104       | 57           | "We Call It Maze"                                 | Zac Moncrief                           | Bernie Petterson & Chong Suk Lee | 1 de outubro de 2010    | 232a             | 4.35                |
| 105       | 58           | "Ladies and Gentlemen, Meet Max Modem!"           | Jay Lender                             | J. G. Orrantia & Kaz | 1 de outubro de 2010    | 232b             | 4.35                |
| 106       | 59           | "The Secret of Success"                           | Zac Moncrief                           | Kim Roberson & Kaz | 8 de outubro de 2010    | 230a             | N/A                 |
| 107       | 60           | "The Doof Side of the Moon"                       | Jay Lender                             | Edgar Karapetyan & Bernie Petterson | 8 de outubro de 2010    | 230b             | N/A                 |
| 108       | 61           | "Split Personality"                               | Jay Lender                             | Aliki Theofilopoulos Grafft & Antoine Guilbaud | 29 de outubro de 2010   | 235a             | 3.23                |
| 109       | 62           | "Brain Drain"                                     | Jay Lender                             | J. G. Orrantia & Kaz | 29 de outubro de 2010   | 235b             | 3.23                |
| 110       | 63           | "Rollercoaster: The Musical!"                     | Dan Povenmire & Robert F. Hughes       | May Chan, Jennifer Keene, Martin Olson & Scott Peterson Flammarion Ferreira, Wendy Grieb, Robert F. Hughes, Chris Headrick & Chong Lee                                    | 28 de janeiro de 2011   | 239              | N/A                 |
| 111       | 64           | "Make Play"                                       | Zac Moncrief                           | Bernie Petterson & Edgar Karapetyan | 11 de fevereiro de 2011 | 236a             | N/A                 |
| 112       | 65           | "Candace Gets Busted"                             | Zac Moncrief                           | Kim Roberson & Kaz | 11 de fevereiro de 2011 | 236b             | N/A                 |

## 3.ª Temporada: 2011-2012
| N.º geral | N.º na temp. | Título                                           | Dirigido por                           | Escrito por                                                                                               | Exibição original       | Cód. de produção | Audiência (milhões) |
| --------- | ------------ | ------------------------------------------------ | -------------------------------------- | --- | ----------------------- | ---------------- | ------------------- |
| 113       | 1            | "The Great Indoors"                              | Jay Lender                             | Chong Suk Lee & Bernie Petterson                                                                          | 4 de março de 2011      | 302a             | 3.31                |
| 114       | 2            | "Canderemy"                                      | Jay Lender                             | J. G. Orrantia & Kim Roberson                                                                             | 4 de março de 2011      | 302b             | 3.31                |
| 115       | 3            | "Run, Candace, Run"                              | Jay Lender                             | Michael Diederich, Antoine Guilbaud, Kyle Menke & Perry Zombolas                                          | 11 de março de 2011     | 301a             | 3.21                |
| 116       | 4            | "Last Train to Bustville"                        | Robert F. Hughes                       | Antoine Guilbaud, Jeff Myers & Mike Roth                                                                  | 11 de março de 2011     | 301b             | 3.21                |
| 117       | 5            | "Phineas' Birthday Clip-O-Rama!"                 | Jay Lender                             | Chong Suk Lee & Bernie Petterson                                                                          | 1 de abril de 2011      | 304              | 2.49                |
| 118       | 6            | "The Belly of the Beast"                         | Jay Lender                             | Michael Diederich & Kyle Menke                                                                            | 29 de abril de 2011     | 303a             | 2.30                |
| 119       | 7            | "Moon Farm"                                      | Robert F. Hughes                       | Antoine Guilbaud & Kazimieras G. Prapuolenis                                                              | 29 de abril de 2011     | 303b             | 2.30                |
| 120       | 8            | "Ask a Foolish Question"                         | Jay Lender                             | Chong Suk Lee & Bernie Petterson                                                                          | 13 de maio de 2011      | 305a             | 2.56                |
| 121       | 9            | "Misperceived Monotreme"                         | Jay Lender                             | Kaz & Tom Minton                                                                                          | 13 de maio de 2011      | 305b             | 2.56                |
| 122       | 10           | "Candace Disconnected"                           | Robert F. Hughes                       | Aliki Theofilopoulos Grafft & Antoine Guilbaud                                                            | 18 de junho de 2011     | 306a             | N/A                 |
| 123       | 11           | "Magic Carpet Ride"                              | Jay Lender                             | Michael Diederich & Tom Minton                                                                            | 18 de junho de 2011     | 306b             | N/A                 |
| 124       | 12           | "Bad Hair Day"                                   | Robert F. Hughes                       | Kaz & Kim Roberson                                                                                        | 24 de junho de 2011     | 307a             | 4.37                |
| 125       | 13           | "Meatloaf Surprise"                              | Robert F. Hughes                       | Bernie Petterson & Chong Suk Lee                                                                          | 24 de junho de 2011     | 307b             | 4.37                |
| 126       | 14           | "Phineas and Ferb Interrupted"                   | Jay Lender                             | Kaz & Kim Roberson                                                                                        | 15 de julho de 2011     | 309a             | 4.29                |
| 127       | 15           | "A Real Boy"                                     | Robert F. Hughes                       | Aliki Theofilopoulos Grafft & Antoine Guilbaud                                                            | 15 de julho de 2011     | 309b             | 4.29                |
| 128       | 16           | "Mommy Can You Hear Me?"                         | Jay Lender                             | J. G. Orrantia & Kaz                                                                                      | 29 de julho de 2011     | 310a             | 3.11                |
| 129       | 17           | "Road Trip"                                      | Robert F. Hughes                       | Kaz & Kim Roberson Scott Peterson                                                                         | 29 de julho de 2011     | 310b             | 3.11                |
| 130       | 18           | "Tour de Ferb"                                   | Jay Lender                             | Bernie Petterson & Chong Suk Lee                                                                          | 12 de agosto de 2011    | 311b             | 3.93                |
| 131       | 19           | "Skiddley Whiffers"                              | Jay Lender                             | Chong Suk Lee & Tom Minton                                                                                | 26 de agosto de 2011    | 311a             | 3.81                |
| 132       | 20           | "My Fair Goalie"                                 | Jeff "Swampy" Marsh & Robert F. Hughes | Jon Colton Barry & Mike Milo                                                                              | 9 de setembro de 2011   | 312              | 4.65                |
| 133       | 21           | "Bullseye!"                                      | Jay Lender                             | J. G. Orrantia & Kaz                                                                                      | 30 de setembro de 2011  | 313b             | 4.18                |
| 134       | 22           | "That's the Spirit!"                             | Jay Lender                             | Bernie Petterson & Michael Diederich                                                                      | 7 de outubro de 2011    | 314a             | 3.37                |
| 135       | 23           | "The Curse of Candace"                           | Robert F. Hughes & Jay Lender          | J. G. Orrantia & Kaz                                                                                      | 7 de outubro de 2011    | 314b             | 3.37                |
| 136       | 24           | "Escape from Phineas Tower"                      | Jay Lender                             | Bernie Petterson, Michael Diederich & Tom Minton                                                          | 21 de outubro de 2011   | 315a             | 3.34                |
| 137       | 25           | "Lotsa Latkes"                                   | Jay Lender                             | Chong Suk Lee & Mike Milo                                                                                 | 18 de novembro de 2011  | 316b             | 3.61                |
| 138       | 26           | "Ferb Latin"                                     | Robert F. Hughes & Jay Lender          | Antoine Guilbaud & Kaz                                                                                    | 25 de novembro de 2011  | 316a             | 2.93                |
| 139       | 27           | "A Phineas and Ferb Family Christmas"            | Dan Povenmire & Robert F. Hughes       | Scott Peterson Derek Thompson, Seth Kearsley & Wendy Grieb                                                | 2 de dezembro de 2011   | 317a             | 4.22                |
| 140       | 28           | "Tri-Stone Area"                                 | Robert F. Hughes                       | Aliki Theofilopoulos Grafft & Antoine Guilbaud                                                            | 13 de janeiro de 2012   | 308a             | N/A                 |
| 141       | 29           | "Doof Dynasty"                                   | Jay Lender                             | Michael Diederich & Tom Minton                                                                            | 14 de janeiro de 2012   | 308b             | N/A                 |
| 142       | 30           | "Excaliferb"                                     | Robert F. Hughes                       | Aliki Theofilopoulos Grafft & J. G. Orrantia                                                              | 15 de janeiro de 2012   | 320              | 2.17                |
| 143       | 31           | "Phineas and Ferb and the Temple of Juatchadoon" | Jay Lender                             | Bernie Petterson & Mike Diederich                                                                         | 16 de janeiro de 2012   | 322b             | N/A                 |
| 144       | 32           | "Monster from the Id"                            | Jay Lender                             | Kaz & Kim Roberson                                                                                        | 10 de fevereiro de 2012 | 321a             | 2.51                |
| 145       | 33           | "Gi-Ants"                                        | Robert F. Hughes                       | Mike Milo & Seth Kearsley                                                                                 | 10 de fevereiro de 2012 | 321b             | 2.51                |
| 146       | 34           | "The Remains of the Platypus"                    | Zac Moncrief                           | John Mathot & Zac Moncrief                                                                                | 24 de fevereiro de 2012 | 315b             | 3.34                |
| 147       | 35           | "Mom's In the House"                             | Jay Lender                             | Antoine Guilbaud & Kaz                                                                                    | 2 de março de 2012      | 319a             | 2.45                |
| 148       | 36           | "Perry the Actorpus"                             | Robert F. Hughes                       | Eddy Houchins & Kaz                                                                                       | 3 de março de 2012      | 313a             | N/A                 |
| 149       | 37           | "Let's Bounce"                                   | Robert F. Hughes                       | Kaz & Kim Roberson                                                                                        | 16 de março de 2012     | 323b             | N/A                 |
| 150       | 38           | "Bully Bromance Breakup"                         | Jay Lender                             | John Mathot & Mike Milo                                                                                   | 16 de março de 2012     | 324b             | N/A                 |
| 151       | 39           | "Quietest Day Ever"                              | Jay Lender                             | Antoine Guilbaud & Kaz                                                                                    | 30 de março de 2012     | 324a             | 2.64                |
| 152       | 40           | "The Doonkelberry Imperative"                    | Jay Lender                             | Mike Diederich & Bernie Petterson                                                                         | 30 de março de 2012     | 325a             | 2.64                |
| 153       | 41           | "Meapless in Seattle"                            | Robert F. Hughes                       | Derek Thompson, Jon Colton Barry & Kyle Menke                                                             | 6 de abril de 2012      | 327              | 3.06                |
| 154       | 42           | "Delivery of Destiny"                            | Robert F. Hughes                       | Kaz & Kim Roberson                                                                                        | 27 de abril de 2012     | 323a             | 2.94                |
| 155       | 43           | "Buford Confidential"                            | Jay Lender                             | Kaz & Antoine Guilbaud                                                                                    | 27 de abril de 2012     | 325b             | 2.94                |
| 156       | 44           | "The Mom Attractor"                              | Robert F. Hughes                       | Aliki Theofilopoulos Grafft & J. G. Orrantia                                                              | 4 de maio de 2012       | 328a             | 2.24                |
| 157       | 45           | "Cranius Maximus"                                | Jay Lender                             | Bernie Petterson & Mike Diederich                                                                         | 4 de maio de 2012       | 328b             | 2.24                |
| 158       | 46           | "Agent Doof"                                     | Robert F. Hughes                       | Bernie Petterson & Mike Diederich                                                                         | 11 de maio de 2012      | 322a             | 2.78                |
| 159       | 47           | "Minor Monogram"                                 | Dan Povenmire                          | Jon Colton Barry & Kyle Menke                                                                             | 11 de maio de 2012      | 319b             | 2.78                |
| 160       | 48           | "What A Croc!"                                   | Robert F. Hughes                       | Aliki Theofilopoulos Grafft & Antoine Guilbaud                                                            | 1 de junho de 2012      | 318a             | 2.73                |
| 161       | 49           | "Sleepwalk Surprise"                             | Robert F. Hughes                       | Kaz & Kim Roberson                                                                                        | 8 de junho de 2012      | 326a             | 3.29                |
| 162       | 50           | "Sci-Fi Pie Fly"                                 | Jay Lender                             | John Mathot & Mike Milo                                                                                   | 8 de junho de 2012      | 326b             | 3.29                |
| 163       | 51           | "Sipping with the Enemy"                         | Robert F. Hughes                       | Kaz & Kim Roberson                                                                                        | 22 de junho de 2012     | 329a             | 3.84                |
| 164       | 52           | "Tri-State Treasure: Boot of Secrets"            | Jay Lender                             | J. G. Orrantia & Mike Milo                                                                                | 22 de junho de 2012     | 329b             | 3.84                |
| 165       | 53           | "Doofapus"                                       | Robert F. Hughes                       | Aliki Theofilopoulos Grafft, J. G. Orrantia & John Mathot                                                 | 6 de julho de 2012      | 330a             | 2.67                |
| 166       | 54           | "Norm Unleashed"                                 | Jay Lender                             | Bernie Petterson & Mike Diederich                                                                         | 20 de julho de 2012     | 330b             | 3.26                |
| 167       | 55           | "Where's Perry?"                                 | Robert F. Hughes                       | Bernie Petterson, J. G. Orrantia, Kaz & Kim Roberson                                                      | 26 de julho de 2012     | 332              | 3.73                |
| 168       | 56           | "Where's Perry? (Part Two)"                      | Jay Lender & Robert F. Hughes          | Aliki Theofilopoulos Grafft, Derek Thompson, Edgar Karapetyan, John Mathot, Jon Colton Barry & Kyle Menke | 24 de agosto de 2012    | 333              | 4.29                |
| 169       | 57           | "Ferb TV"                                        | Robert F. Hughes                       | Chong Suk Lee & Mike Milo                                                                                 | 7 de setembro de 2012   | 318b             | 3.61                |
| 170       | 58           | "When Worlds Collide"                            | Robert F. Hughes                       | Derek Thompson & Kyle Menke                                                                               | 14 de setembro de 2012  | 331a             | 2.64                |
| 171       | 59           | "What'd I Miss?"                                 | Robert F. Hughes                       | Aliki Theofilopoulos Grafft & John Mathot                                                                 | 17 de setembro de 2012  | 334b             | N/A                 |
| 172       | 60           | "Road to Danville"                               | Jay Lender                             | Antoine Guilbaud & Kaz                                                                                    | 26 de outubro de 2012   | 331b             | 2.73                |
| 173       | 61           | "This Is Your Backstory"                         | Jay Lender                             | Mike Diederich & Seth Kearsley                                                                            | 2 de novembro de 2012   | 335              | 2.78                |
| 174       | 62           | "Blackout!"                                      | Jay Lender                             | Antoine Guilbaud & Kaz                                                                                    | 30 de novembro de 2012  | 334a             | 2.44                |

## Filme: 2011
| Título                                          | Dirigido por                     | Escrito por | Exibição original   | Audiência (milhões) |
| ----------------------------------------------- | -------------------------------- | --- | ------------------- | ------------------- |
| "Phineas and Ferb: Across the Second Dimension" | Dan Povenmire & Robert F. Hughes | Jon Colton Barry, Dan Povenmire & Jeff "Swampy" Marsh Kyle Menke, Aliki Theofilopoulos Grafft, Antoine Guilbaud, Bernie Petterson, Chong Suk Lee, Chris Headrick, J. G. Orrantia, Kazimieras G. Prapuolenis, Kim Roberson, Mike Diederich, Seth Kearsley, Sue Perrotto, Tom Minton, Wendy Grieb & Zac Moncrief | 5 de agosto de 2011 | 7.60                |

## 4.ª Temporada: 2012-2015
| N.º geral | N.º na temp. | Título                                                                     | Dirigido por                    | Escrito por | Exibição original       | Cód. de produção | Audiência EUA (milhões) |
| --------- | ------------ | -------------------------------------------------------------------------- | ------------------------------- | --- | ----------------------- | ---------------- | ----------------------- |
| 175       | 1            | "For Your Ice Only"                                                        | Robert F. Hughes                | Eddie Pittman & Joshua Pruett | 7 de dezembro de 2012   | 402a             | 3.70                    |
| 176       | 2            | "Happy New Year!"                                                          | Sue Perrotto                    | Antoine Guilbaud & Kazimieras G. Prapuolenis | 7 de dezembro de 2012   | 402b             | 3.70                    |
| 177       | 3            | "Fly On the Wall"                                                          | Sue Perrotto                    | Aliki Theofilopoulos Grafft & John Mathot | 11 de janeiro de 2013   | 401a             | 3.39                    |
| 178       | 4            | "Bully Bust"                                                               | Sue Perrotto                    | Bernie Petterson & J. G. Orrantia | 18 de janeiro de 2013   | 403a             | 2.99                    |
| 179       | 5            | "My Sweet Ride"                                                            | Robert F. Hughes                | Chris Headrick & Mike Diederich | 1 de fevereiro de 2013  | 401b             | 3.77                    |
| 180       | 6            | "Der Kinderlumper"                                                         | Robert F. Hughes                | Michael B. Singleton & Mike Diederich | 15 de fevereiro de 2013 | 404a             | 3.14                    |
| 181       | 7            | "Sidetracked"                                                              | Robert F. Hughes & Sue Perrotto | Kaz, Kim Roberson, Aliki Theofilopoulos Grafft & John Mathot                                                                                            | 1 de março de 2013      | 406              | 2.98                    |
| 182       | 8            | "Primal Perry"                                                             | Robert F. Hughes                | Joshua Pruett & Kyle Menke | 2 de março de 2013      | 408              | N/A                     |
| 183       | 9            | "Mind Share"                                                               | Robert F. Hughes                | Michael B. Singleton & Mike Diederich | 5 de abril de 2013      | 407b             | 3.24                    |
| 184       | 10           | "Backyard Hodge Podge"                                                     | Sue Perrotto                    | Aliki Theofilopoulos Grafft & John Mathot | 19 de abril de 2013     | 403b             | 2.59                    |
| 185       | 11           | "Bee Day"                                                                  | Sue Perrotto                    | Antoine Guilbaud & Kaz | 26 de abril de 2013     | 405a             | 2.44                    |
| 186       | 12           | "Bee Story"                                                                | Sue Perrotto                    | Bernie Petterson & J. G. Orrantia | 26 de abril de 2013     | 405b             | 2.44                    |
| 187       | 13           | "Great Balls Of Water"                                                     | Sue Perrotto                    | Aliki Theofilopoulos Grafft & John Mathot | 7 de junho de 2013      | 410a             | 3.29                    |
| 188       | 14           | "Where's Pinky?"                                                           | Robert F. Hughes                | Eddie Pittman & Joshua Pruett | 7 de junho de 2013      | 410b             | 3.29                    |
| 189       | 15           | "Phineas and Ferb's Musical Cliptastic Countdown Hosted by Kelly Osbourne" | Kim Roberson (sem créditos)     | Bobby Gaylor(sem créditos) | 28 de junho de 2013     | 440              | 3.12                    |
| 190       | 16           | "Knot My Problem"                                                          | Sue Perrotto                    | Antoine Guilbaud & Kaz | 5 de julho de 2013      | 407a             | 2.64                    |
| 191       | 17           | "Just Desserts"                                                            | Robert F. Hughes                | Kaz & Kim Roberson | 5 de julho de 2013      | 404b             | 2.64                    |
| 192       | 18           | "La Candace-Cabra"                                                         | Sue Perrotto                    | Bernie Petterson & J. G. Orrantia | 12 de julho de 2013     | 409a             | 2.69                    |
| 193       | 19           | "Happy Birthday, Isabella"                                                 | Robert F. Hughes                | Kaz & Kim Roberson | 12 de julho de 2013     | 409b             | 2.69                    |
| 194       | 20           | "Love at First Byte"                                                       | Sue Perrotto                    | Eddie Pittman & J. G. Orrantia | 2 de agosto de 2013     | 414a             | 2.83                    |
| 195       | 21           | "One Good Turn"                                                            | Robert F. Hughes                | Edward Rivera & Mike Diederich | 9 de agosto de 2013     | 414b             | 3.31                    |
| 196       | 22           | "Phineas and Ferb: Marvel Mission"                                         | Robert F. Hughes & Sue Perrotto | Kyle Menke, Joshua Pruett, Kim Roberson, Kaz, J. G. Orrantia, Eddie Pittman, Bernie Petterson & Antoine Guilbaud                                        | 16 de agosto de 2013    | 411/412          | 3.76                    |
| 197       | 23           | "Thanks But No Thanks"                                                     | Sue Perrotto                    | Antoine Guilbaud & Kaz | 13 de setembro de 2013  | 413a             | 2.51                    |
| 198       | 24           | "Troy Story"                                                               | Robert F. Hughes                | Mike Diederich & Michael B. Singleton | 20 de setembro de 2013  | 413b             | 2.55                    |
| 199       | 25           | "Druselsteinoween"                                                         | Robert F. Hughes                | Kyle Menke & Mike Diederich | 4 de outubro de 2013    | 419a             | 2.65                    |
| 200       | 26           | "Terrifying Tri-State Trilogy of Terror"                                   | Robert F. Hughes                | Mike Bell, Kim Roberson, Aliki Theofilopoulos Grafft & John Mathot                                                                                      | 5 de outubro de 2013    | 418              | 3.02                    |
| 201       | 27           | "Face Your Fear"                                                           | Robert F. Hughes                | Bernie Petterson & Joshua Pruett | 11 de outubro de 2013   | 419b             | 2.14                    |
| 202       | 28           | "Cheers for Fears"                                                         | Sue Perrotto                    | Aliki Theofilopoulos Grafft, John Mathot & Kim Roberson                                                                                                 | 1 de novembro de 2013   | 415a             | 2.41                    |
| 203       | 29           | "Steampunx"                                                                | Robert F. Hughes                | Bernie Petterson & Joshua Pruett | 15 de novembro de 2013  | 417a             | 1.70                    |
| 204       | 30           | "Just Our Luck"                                                            | Sue Perrotto                    | Aliki Theofilopoulos Grafft & John Mathot | 10 de janeiro de 2014   | 415b             | 1.75                    |
| 205       | 31           | "Return Policy"                                                            | Sue Perrotto                    | Mike Bell & Patrick O'Connor | 24 de janeiro de 2014   | 416a             | 2.23                    |
| 206       | 32           | "Live and Let Drive"                                                       | Sue Perrotto                    | Eddie Pittman & J. G. Orrantia | 1 de março de 2014      | 424b             | 0.41                    |
| 207       | 33           | "Phineas and Ferb Save Summer"                                             | Robert F. Hughes & Sue Perrotto | J. G. Orrantia, Eddie Pittman, Aliki Theofilopoulos Grafft, Joshua Pruett, John Mathot, Mike Bell, Kyle Menke & Mike Diederich                          | 9 de junho de 2014      | 427/428          | 0.56                    |
| 208       | 34           | "Father's Day"                                                             | Sue Perrotto                    | Edward Rivera & Patrick O'Connor | 10 de junho de 2014     | 421b             | 0.41                    |
| 209       | 35           | "Imperfect Storm"                                                          | Robert F. Hughes                | Bernie Petterson & Joshua Pruett | 11 de junho de 2014     | 416b             | 0.44                    |
| 210       | 36           | "The Return of the Rogue Rabbit"                                           | Robert F. Hughes                | Michael B. Singleton & Mike Diederich | 16 de junho de 2014     | 424a             | 0.29                    |
| 211       | 37           | "It's No Picnic"                                                           | Sue Perrotto                    | J. G. Orrantia & Eddie Pittman | 23 de junho de 2014     | 417b             | 0.48                    |
| 212       | 38           | "The Klimpaloon Ultimatum"                                                 | Sue Perrotto                    | Patrick O'Connor, Zac Moncrief, Edward Rivera & Mike Diederich                                                                                          | 7 de julho de 2014      | 420              | N/A                     |
| 213       | 39           | "Operation Crumb Cake"                                                     | Robert F. Hughes                | Kim Roberson & Mike Bell | 14 de julho de 2014     | 422a             | 0.48                    |
| 214       | 40           | "Mandace"                                                                  | Sue Perrotto                    | Aliki Theofilopoulos Grafft & John Mathot | 14 de julho de 2014     | 422b             | 0.48                    |
| 215       | 41           | "Phineas and Ferb: Star Wars"                                              | Robert F. Hughes & Sue Perrotto | Kyle Menke, John Mathot, Mike Bell, Mike Diederich, Michael B. Singleton, Edward Rivera, Patrick O'Connor, J. G. Orrantia & Eddie Pittman               | 26 de julho de 2014     | 433/434          | 2.48                    |
| 216       | 42           | "Lost in Danville"                                                         | Sue Perrotto                    | Eddie Pittman & J. G. Orrantia | 29 de setembro de 2014  | 425a             | 0.54                    |
| 217       | 43           | "The Inator Method"                                                        | Sue Perrotto                    | Edward Rivera & Patrick O'Connor | 29 de setembro de 2014  | 425b             | 0.54                    |
| 218       | 44           | "Night of the Living Pharmacists"                                          | Sue Perrotto & Robert F. Hughes | Eddie Pittman, Kim Roberson, Bernie Petterson, Patrick O'Connor, J. G. Orrantia, Joshua Pruett, Edward Rivera, Aliki Theofilopoulos Grafft & Kyle Menke | 4 de outubro de 2014    | 430/431          | 2.34                    |
| 219       | 45           | "Tales from the Resistance: Back to the 2nd Dimension"                     | Robert F. Hughes                | Joshua Pruett, Mike Bell, Kyle Menke & Mike Diederich                                                                                                   | 25 de novembro de 2014  | 423              | N/A                     |
| 220       | 46           | "Doof 101"                                                                 | Robert F. Hughes                | Kim Roberson, Zac Moncrief & Dan Povenmire | 27 de novembro de 2014  | 421a             | 0.24                    |
| 221       | 47           | "Act Your Age"                                                             | Robert F. Hughes                | Bernie Petterson & Kim Roberson | 9 de fevereiro de 2015  | 426              | 0.71                    |
| 222       | 48           | "Last Day of Summer"                                                       | Sue Perrotto & Robert F. Hughes | Aliki Theofilopoulos, Bernie Petterson, Calvin Suggs, John Mathot, Joshua Pruett, Kaz, Kim Roberson & Mike Diederich                                    | 12 de junho de 2015     | 436/437          | 2.95                    |

## Especial: 2015
Por ter sido exibido no Disney XD não obteve nenhuma grande audiência, tanto que é considerado o episódio menos visto da série.
| Título           | Dirigido por     | Escrito por | Exibição original     | Cód. de produção | Audiência (milhões) |
| ---------------- | ---------------- | --- | --------------------- | ---------------- | ------------------- |
| "O.W.C.A. Files" | Robert F. Hughes | Aliki Theofilopoulos Grafft, Bernie Petterson, Calvin Suggs, Eddie Pittman, John Mathot, Kim Roberson, Kazimieras G. Prapuolenis, Kyle Menke & Mike Bell | 9 de novembro de 2015 | 441              | 0.66                |

## Crossover com A Lei de Milo Murphy
Para o crossover, "Nº na série" e "Nº na temporada" referem-se ao lugar do episódio na ordem dos episódios da série original, A Lei de Milo Murphy.
| N.º geral | N.º na temp. | Título                        | Dirigido por                 | Escrito por | Exibição original    | Cód. de produção | Audiência (milhões) |
| --- | ------------ | ----------------------------- | ---------------------------- | --- | -------------------- | ---------------- | ------------------- |
| 21 | 1            | "The Phineas and Ferb Effect" | Bob Bowen & Robert F. Hughes | História de : Jim Bernstein, Martin Olson, Scott Peterson, Joshua Pruett & Dani Vetere Roteiro de: Jim Bernstein, Martin Olson, Scott Peterson & Joshua Pruett | 5 de janeiro de 2019 | 201 (LMM)        | 0.68                |
| Milo, Zack e Melissa - com a ajuda do elenco principal de Phineas e Ferb, composto por Phineas, Ferb, Candace, Isabella, Buford e Baljeet - ajudam a conquistar a lei de Murphy para deter um enxame de pistaches. |              |                               |                              | |                      |                  |                     |

## Filme: 2020
| Título                                                     | Dirigido por | Escrito por | Exibição original    | Audiência (milhões) |
| ---------------------------------------------------------- | ------------ | --- | -------------------- | ------------------- |
| "Phineas and Ferb the Movie: Candace Against the Universe" | Bob Bowen    | Dan Povenmire, Jeff "Swampy" Marsh, Jon Colton Barry, Jim Bernstein, Joshua Pruett, Kate Kondell, Jeffrey M. Howard & Bob Bowen | 28 de agosto de 2020 | ASD                 |